# BMW E39
El BMW E39 es la cuarta carrocería de la Serie 5, reemplazando al E34 en 1995. En ese año, comenzaron las ventas en Alemania e Inglaterra y en el siguiente año empezó a comercializarse en el resto del mundo. En septiembre de 2000, recibió pequeñas modificaciones tanto interior como exteriormente. La versión M5 llegaría en 1998 con 4.9L en sus carrocerías Sedán pero no familiar.
Solo existe una unidad M5 e39 touring en Alemania, no se llegó a comercializar.

## Desarrollo
El desarrollo para el sucesor del E34 comenzó en 1989, y terminó en 1995. El diseño final de Joji Nagashima fue seleccionado en junio de 1992 y más tarde congelado para la producción bajo el nuevo jefe de diseño Chris Bangle.Con la selección del diseño en 1992, comenzó la fase de desarrollo de la serie y tomó 39 meses hasta el inicio de la producción. La patente de diseño nacional alemana se presentó el 20 de abril de 1994, con un prototipo E39.
En mayo de 1995 BMW publicó las primeras fotos oficiales del E39. El E39 se estrenó en septiembre de 1995 en el Salón del Automóvil de Frankfurt. En diciembre de 1995 comenzaron las ventas de modelos sedán en el continente europeo. La producción de modelos de vagones/familiares comenzó en noviembre de 1996.

## Estilos de Carrocería

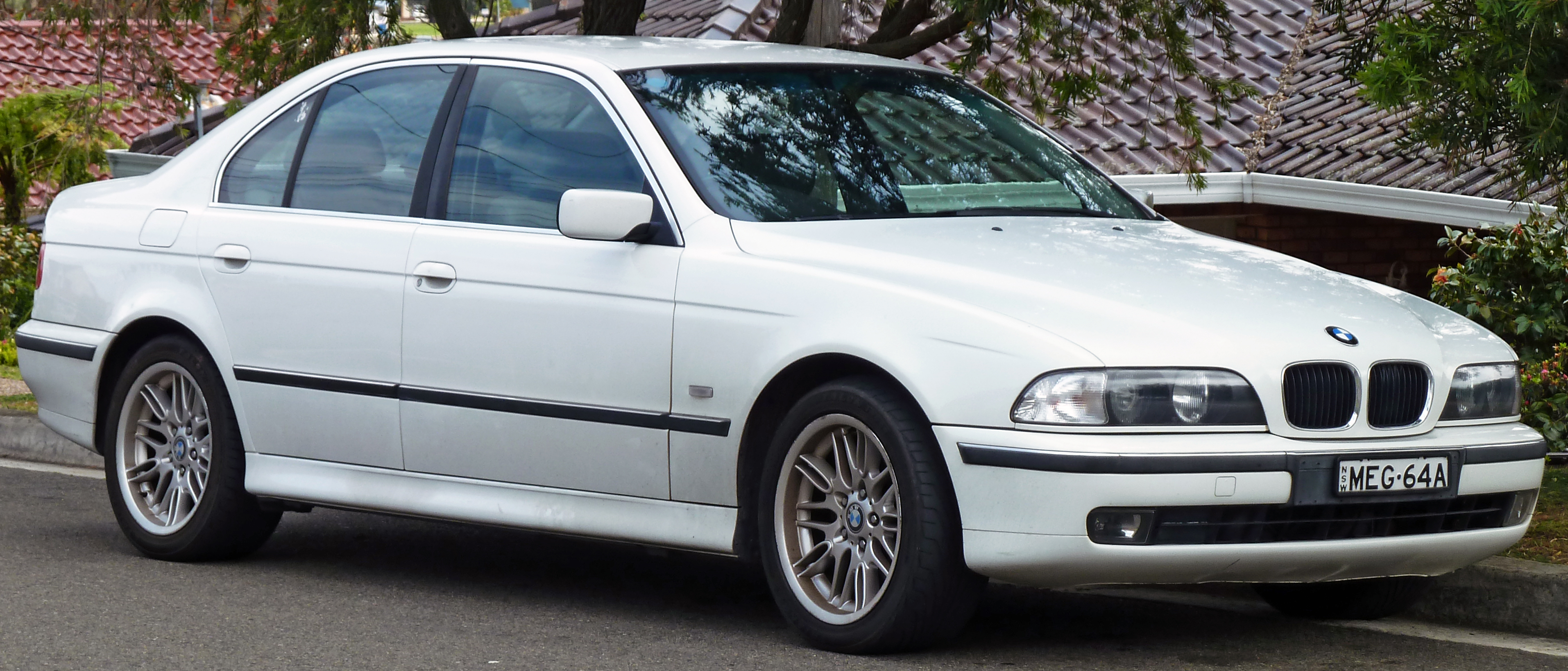
Sedán, parte frontal
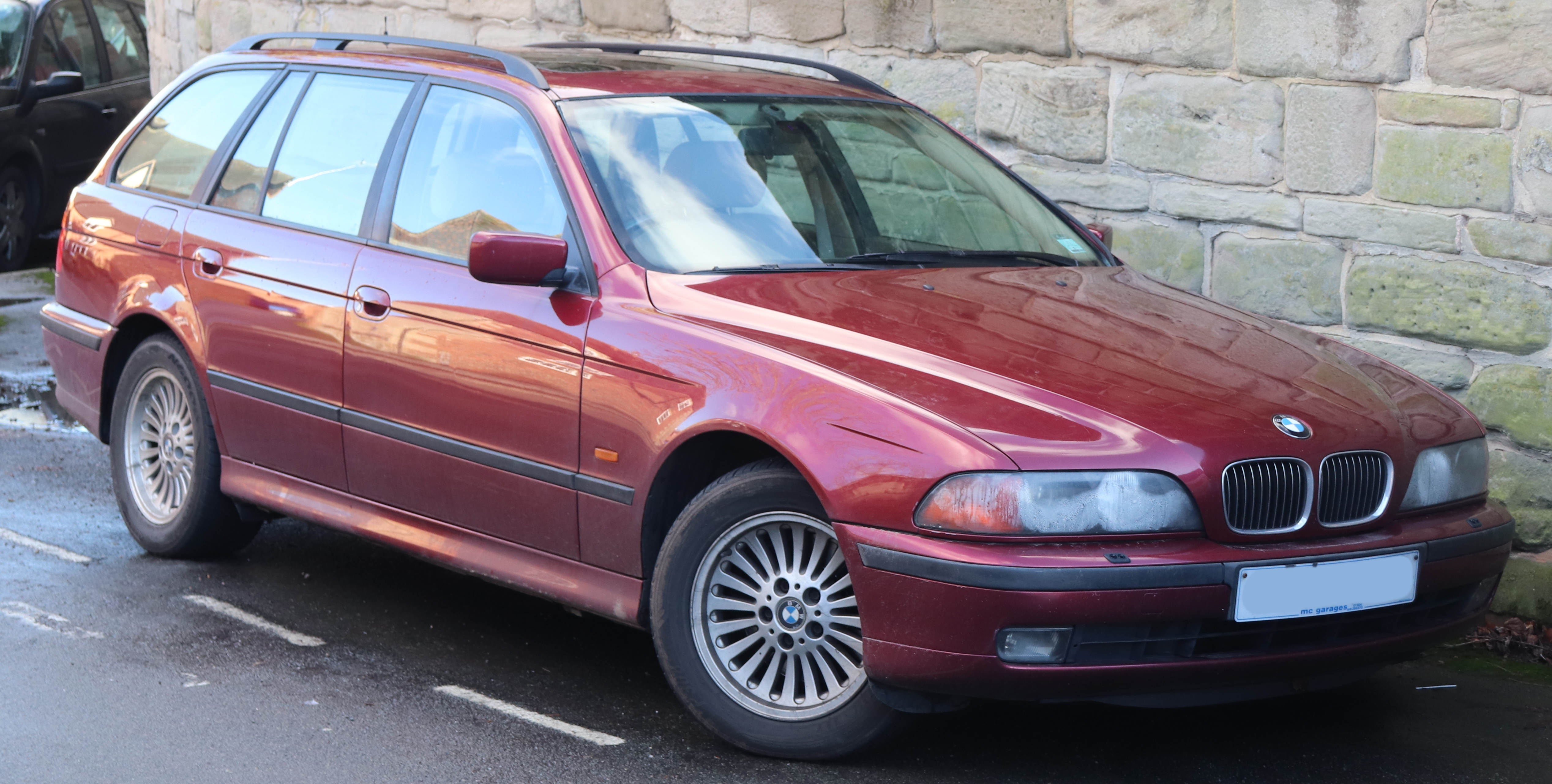
Touring, parte frontal
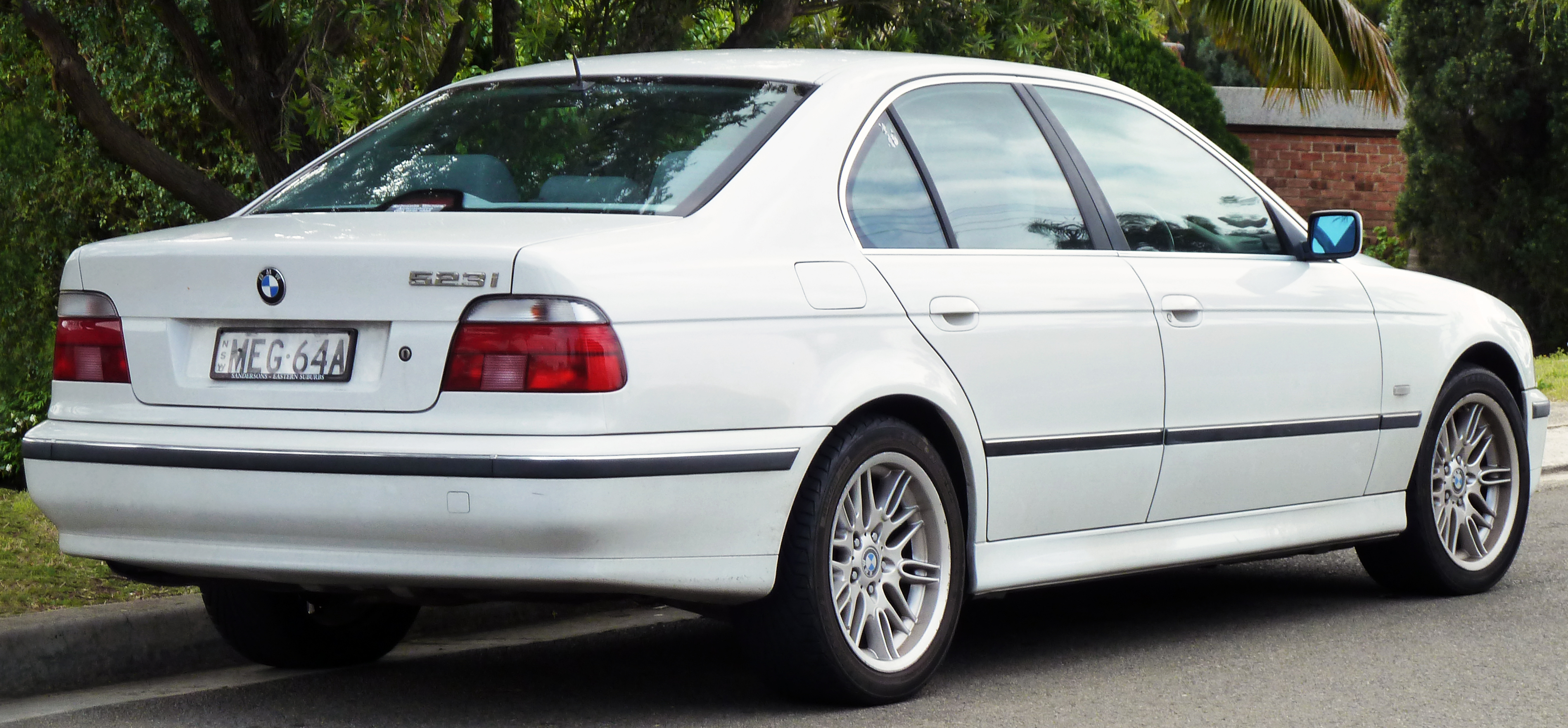
Sedán, parte trasera
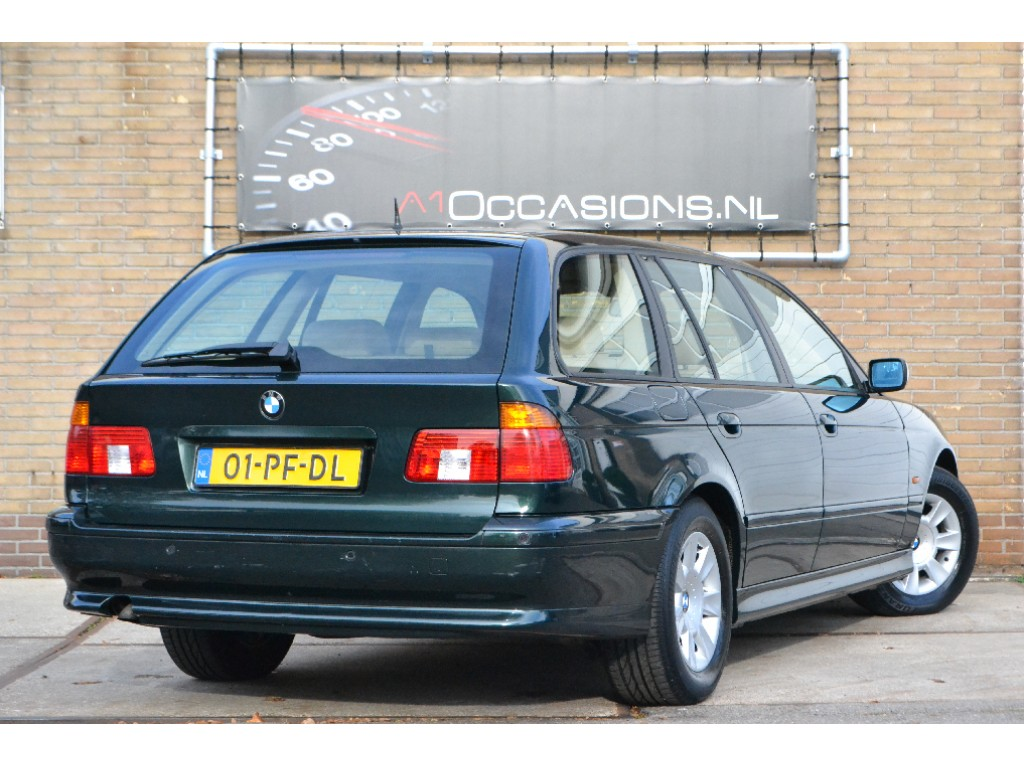
Touring, parte trasera

## Equipamiento

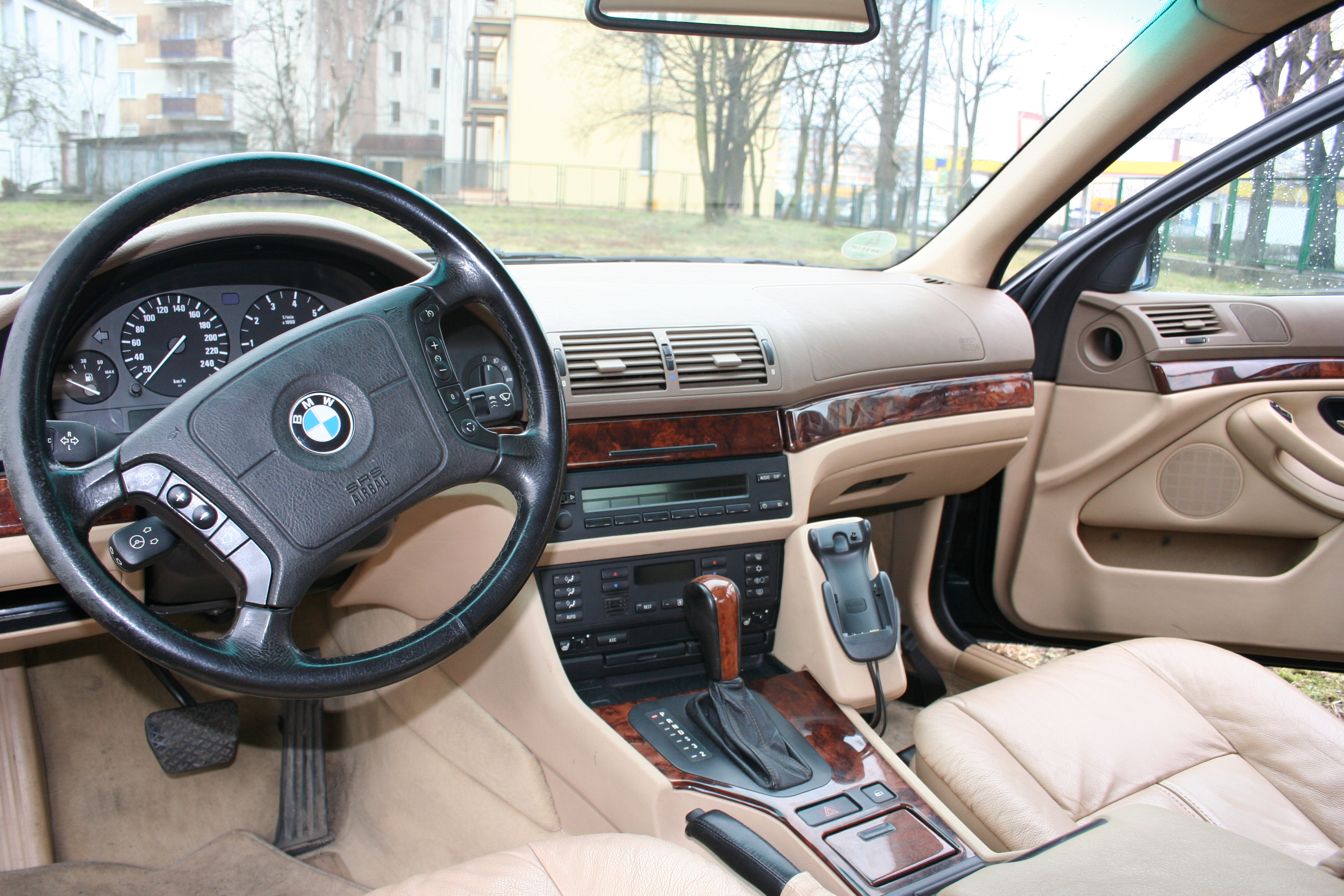
prelavado de cara

El E39 fue uno de los primeros vehículos (junto con el E38 Serie 7) en contar con airbags de cortina, que protegen las cabezas de los ocupantes en un impacto lateral. El equipo estándar en los modelos de lanzamiento incluía bolsas de aire frontales y laterales duales, pretensores y limitadores de carga para los cinturones de seguridad delantero, frenos antibloqueo, control de tracción, dirección asistida y  aire acondicionado. La navegación por satélite también estaba disponible, inicialmente utilizando mapas en CD-ROM, y luego pasando a mapas en DVD en 2002. Varios modelos estaban disponibles en los niveles de acabado Sports o Executive.
Las opciones especiales disponibles en los modelos de vagones eran una persiana enrollable o una cubierta de carga extensible con red patricia para el área de carga trasera, viseras enrollables para ventanas traseras y laterales. 

## Motores
En el lanzamiento, los motores de gasolina consistían en el BMW M52 straight-6 y el BMW M62 V8. A finales de 1998, se introdujeron las versiones de "actualización técnica" (TÜ) de estos motores, introduciendo vanos dobles en el M52 y VANOS simples en el M62, principalmente para aumentar el par a bajas revoluciones. Para el lavado de cara de la gama de modelos en el año 2000, el M52 fue reemplazado por el motor BMW M54 de 6 cilindros en línea, sin embargo, el M62TÜ permaneció en uso para los modelos V8. El M54B30 utilizado en el modelo 530i encabezó la lista de los 10 mejores motores de Ward en 2002 y 2003.
| Motores de gasolina            | Motores de gasolina                               | Motores de gasolina                               | Motores de gasolina                               | Motores de gasolina                               | Motores de gasolina                               | Motores de gasolina                               | Motores de gasolina                               | Motores de gasolina                               | Motores de gasolina                               | Motores de gasolina                               | Motores de gasolina                               | Motores de gasolina                               | Motores de gasolina                               | Motores de gasolina                  | Motores de gasolina | Motores de gasolina | Motores de gasolina | Motores de gasolina | Motores de gasolina |         |
|                                | 520i                                              | 520i                                              | 520i                                              | 523i                                              | 523i                                              | 525i                                              | 528i                                              | 528i                                              | 530i                                              | 535i                                              | 535i                                              | 540i                                              | 540i                                              | M5                                   |                     |                     |                     |                     |                     |         |
| ------------------------------ | ------------------------------------------------- | ------------------------------------------------- | ------------------------------------------------- | ------------------------------------------------- | ------------------------------------------------- | ------------------------------------------------- | ------------------------------------------------- | ------------------------------------------------- | ------------------------------------------------- | ------------------------------------------------- | ------------------------------------------------- | ------------------------------------------------- | ------------------------------------------------- | ------------------------------------ | ------------------- | ------------------- | ------------------- | ------------------- | ------------------- | ------- |
| Periodo                        | 1995-1998                                         | 1998-2000                                         | 2000-2004                                         | 1995-1998                                         | 1998-2000                                         | 2000-2004                                         | 1995-1998                                         | 1998-2000                                         | 2000-2004                                         | 1996-1998                                         | 1998-2003                                         | 1996-1998                                         | 1998-2004                                         | 1998-2003                            |                     |                     |                     |                     |                     |         |
| Carrocerías                    | Sedán, Touring                                    | Sedán, Touring                                    | Sedán, Touring                                    | Sedán, Touring                                    | Sedán, Touring                                    | Sedán, Touring                                    | Sedán, Touring                                    | Sedán, Touring                                    | Sedán, Touring                                    | Sedán                                             | Sedán                                             | Sedán, Touring                                    | Sedán, Touring                                    | Sedán                                |                     |                     |                     |                     |                     |         |
| Identificación del motor       | M52 B20                                           | M52 TUB20                                         | M54 B22                                           | M52 B25                                           | M52 TUB25                                         | M54 B25                                           | M52 B28                                           | M52 TUB28                                         | M54 B30                                           | M62 B35                                           | M62 TUB35                                         | M62 B44                                           | M62 TUB44                                         | S62 B50                              |                     |                     |                     |                     |                     |         |
| Tipo de motor                  | L6 24v                                            | L6 24v                                            | L6 24v                                            | L6 24v                                            | L6 24v                                            | L6 24v                                            | L6 24v                                            | L6 24v                                            | L6 24v                                            | V8 32v                                            | V8 32v                                            | V8 32v                                            | V8 32v                                            | V8 32v                               |                     |                     |                     |                     |                     |         |
| Diámetro x carrera             | 80.0 mm × 66.0 mm                                 | 80.0 mm × 66.0 mm                                 | 80.0 mm × 72.0 mm                                 | 84.0 mm × 75.0 mm                                 | 84.0 mm × 75.0 mm                                 | 84.0 mm × 75.0 mm                                 | 84.0 mm × 84.0 mm                                 | 84.0 mm × 84.0 mm                                 | 84.0 mm × 89.6 mm                                 | 84.0 mm × 78.9 mm                                 | 84.0 mm × 78.9 mm                                 | 92.0 mm × 82.7 mm                                 | 92.0 mm × 82.7 mm                                 | 94.0 mm × 89.0 mm                    |                     |                     |                     |                     |                     |         |
| Cilindrada                     | 1991 cm³                                          | 1991 cm³                                          | 2171 cm³                                          | 2494 cm³                                          | 2494 cm³                                          | 2494 cm³                                          | 2793 cm³                                          | 2793 cm³                                          | 2979 cm³                                          | 3498 cm³                                          | 3498 cm³                                          | 4398 cm³                                          | 4398 cm³                                          | 4941 cm³                             |                     |                     |                     |                     |                     |         |
| Relación de compresión         | 11.0: 1                                           | 11.0: 1                                           | 10.7: 1                                           | 10.5: 1                                           | 10.5: 1                                           | 10.5: 1                                           | 10.2: 1                                           | 10.2: 1                                           | 10.2: 1                                           | 10.0: 1                                           | 10.0: 1                                           | 10.0: 1                                           | 10.0: 1                                           | 11.0: 1                              |                     |                     |                     |                     |                     |         |
| Potencia máxima: CV (kW) @ rpm | 150 CV (110 kW) @ 5900                            | 150 CV (110 kW) @ 5900                            | 170 CV (125 kW) @ 6100                            | 170 CV (125 kW) @ 5500                            | 170 CV (125 kW) @ 5500                            | 192 CV (141 kW) @ 6000                            | 193 CV (142 kW) @ 5300                            | 193 CV (142 kW) @ 5500                            | 231 CV (170 kW) @ 5900                            | 235 CV (173 kW) @ 5700                            | 245 CV (180 kW) @ 5800                            | 286 CV (210 kW) @ 5700                            | 286 CV (210 kW) @ 5400                            | 400 CV (294 kW) @ 6600               |                     |                     |                     |                     |                     |         |
| Par máximo: Nm @ rpm           | 190 Nm @ 4200                                     | 190 Nm @ 3500                                     | 210 Nm @ 3500                                     | 245 Nm @ 3950                                     | 245 Nm @ 3500                                     | 245 Nm @ 3500                                     | 280 Nm @ 3950                                     | 280 Nm @ 3500                                     | 300 Nm @ 3500                                     | 320 Nm @ 3300                                     | 345 Nm @ 3800                                     | 420 Nm @ 3900                                     | 440 Nm @ 3600                                     | 500 Nm @ 3800                        |                     |                     |                     |                     |                     |         |
| Tracción                       | Trasera                                           | Trasera                                           | Trasera                                           | Trasera                                           | Trasera                                           | Trasera                                           | Trasera                                           | Trasera                                           | Trasera                                           | Trasera                                           | Trasera                                           | Trasera                                           | Trasera                                           | Trasera                              | Trasera             | Trasera             | Trasera             | Trasera             | Trasera             | Trasera |
| Transmisión                    | Manual, 5 velocidades / Automática, 5 velocidades | Manual, 5 velocidades / Automática, 5 velocidades | Manual, 5 velocidades / Automática, 5 velocidades | Manual, 5 velocidades / Automática, 5 velocidades | Manual, 5 velocidades / Automática, 5 velocidades | Manual, 5 velocidades / Automática, 5 velocidades | Manual, 5 velocidades / Automática, 5 velocidades | Manual, 5 velocidades / Automática, 5 velocidades | Manual, 5 velocidades / Automática, 5 velocidades | Manual, 5 velocidades / Automática, 5 velocidades | Manual, 5 velocidades / Automática, 5 velocidades | Manual, 6 velocidades / Automática, 5 velocidades | Manual, 6 velocidades / Automática, 5 velocidades | Manual, 6 velocidades                |                     |                     |                     |                     |                     |         |
| Peso                           | 1470 kg                                           | 1570 kg                                           | 1475 kg                                           | 1575 kg                                           | 1500 kg                                           | 1605 kg                                           | 1610 kg                                           | 1685 kg                                           | 1630 kg                                           | 1705 kg                                           | 1795 kg                                           |                                                   |                                                   |                                      |                     |                     |                     |                     |                     |         |
| Aceleración 0–100 km/h         | 10.2 s                                            | 10.2 s                                            | 9.1 s                                             | 8.5 s                                             | 8.5 s                                             | 8.1 s                                             | 7.5 s                                             | 7.5 s                                             | 7.1 s                                             | 7.0 s                                             | 6.9 s                                             | 6.2 s                                             | 6.2 s                                             | 5.3 s                                |                     |                     |                     |                     |                     |         |
| Velocidad máxima               | 220 km/h                                          | 220 km/h                                          | 226 km/h                                          | 228 km/h                                          | 228 km/h                                          | 238 km/h                                          | 236 km/h                                          | 240 km/h                                          | 250 km/h                                          | 247 km/h                                          | 250 km/h                                          | 250 km/h (Limitada electrónicamente)              | 250 km/h (Limitada electrónicamente)              | 250 km/h (Limitada electrónicamente) |                     |                     |                     |                     |                     |         |
| Consumo combinado (l/100 km)   | 9.1                                               | 9.0                                               | 9.0                                               | 9.7                                               | 9.4                                               | 9.4                                               | 9.7                                               | 9.5                                               | 9.5                                               | 11.9                                              | 11.6                                              | 12.3                                              | 12.1                                              | 13.9                                 |                     |                     |                     |                     |                     |         |

### Motores diésel
Los modelos diésel iniciales utilizaban el motor BMW M51 turboalimentado de 6 en línea que se trasladaba de su predecesor. En 1998, su sucesor, el BMW M57, se introdujo en el modelo 530d, sin embargo, el motor BMW M51 continuó utilizándose durante dos años más en los modelos 525td y 525tds.
En 1999, el turbodiésel de cuatro cilindros M47 se introdujo en el modelo 520d, que es el único modelo E39 que utiliza un motor de cuatro cilindros.
| Periodo                        | 2000-2003                                     | 1996-2000             | 1996-2000                                         | 2000-2004                                                  | 1998-2000                                                  | 2000-2004                                                  |
| Carrocerías                    | Sedán, Touring                                | Sedán                 | Sedán, Touring                                    | Sedán, Touring                                             | Sedán, Touring                                             | Sedán, Touring                                             |
| Identificación del motor       | M47 D20                                       | M51 TUD25             | M51 TUD25                                         | M57 D25                                                    | M57 D30                                                    | M57 D30                                                    |
| Tipo de motor                  | L4 16v, inyección directa, turbo, intercooler | L6 12v, turbo         | L6 12v, turbo, intercooler                        | L6 24v, inyección directa, common-rail, turbo, intercooler | L6 24v, inyección directa, common-rail, turbo, intercooler | L6 24v, inyección directa, common-rail, turbo, intercooler |
| Diámetro x carrera             | 84.0 mm × 88.0 mm                             | 80.0 mm × 82.8 mm     | 80.0 mm × 82.8 mm                                 | 80.0 mm × 82.8 mm                                          | 84.0 mm × 88.0 mm                                          | 84.0 mm × 88.0 mm                                          |
| Cilindrada                     | 1951 cm³                                      | 2497 cm³              | 2497 cm³                                          | 2497 cm³                                                   | 2926 cm³                                                   | 2926 cm³                                                   |
| Relación de compresión         | 19.0: 1                                       | 22.0: 1               | 22.0: 1                                           | 17.5: 1                                                    | 18.0: 1                                                    | 18.0: 1                                                    |
| Potencia máxima: CV (kW) @ rpm | 136 CV (100 kW) @ 4000                        | 115 CV (85 kW) @ 4800 | 143 CV (105 kW) @ 4800                            | 163 CV (120 kW) @ 4000                                     | 184 CV (135 kW) @ 4000                                     | 193 CV (142 kW) @ 4000                                     |
| Par máximo: Nm @ rpm           | 280 Nm @ 1750                                 | 230 Nm @ 1900         | 280 Nm @ 2200                                     | 350 Nm @ 2000-2500                                         | 390 Nm @ 1750-3200                                         | 410 Nm @ 1750-3000                                         |
| Tracción                       | Trasera                                       | Trasera               | Trasera                                           | Trasera                                                    | Trasera                                                    | Trasera                                                    |
| Transmisión                    | Manual, 5 velocidades                         | Manual, 5 velocidades | Manual, 5 velocidades / Automática, 5 velocidades | Manual, 5 velocidades / Automática, 5 velocidades          | Manual, 5 velocidades / Automática, 5 velocidades          | Manual, 5 velocidades / Automática, 5 velocidades          |
| Peso                           | 1490 kg                                       | 1505 kg               | 1510 kg                                           | 1570 kg                                                    | 1575 kg                                                    | 1600 kg                                                    |
| Aceleración 0–100 km/h         | 10.6 s                                        | 11.9 s                | 10.4 s                                            | 8.9 s                                                      | 8.0 s                                                      | 7.8 s                                                      |
| Velocidad máxima               | 206 km/h                                      | 198 km/h              | 211 km/h                                          | 219 km/h                                                   | 225 km/h                                                   | 230 km/h                                                   |
| Consumo combinado (l/100 km)   | 5.9                                           | 7.6                   | 8.1                                               | 6.7                                                        | 7.2                                                        | 7.1                                                        |

## Transmisión

### Manuales
Los modelos de gasolina de seis cilindros estaban equipados con la transmisión Getrag 250G de 5 velocidades o ZF 320Z (S5-32), dependiendo del año y el modelo. Los modelos diésel con el motor M51 estaban equipados con la transmisión ZF 260Z de 5 velocidades, mientras que los modelos diésel M57 estaban equipados con la transmisión ZF 390 (S5-39DZ) de 6 velocidades. Los modelos de gasolina V8 fueron equipados con la transmisión Getrag 420G de 6 velocidades.

### Automática
Algunos modelos de gasolina de seis cilindros pre-facelift fueron equipados con la transmisión GM 4L30-E (A4S270R)de 4 velocidades. Los coches de seis cilindros pre-facelift construidos para el mercado japonés fueron equipados con la transmisión automática Jatco 5R01 de 5 velocidades. Todos los demás modelos de seis cilindros estaban equipados con transmisiones de 5 velocidades, ya sea la transmisión GM 5L40-E (A5S360R), GM 5L40-E (A5S390R), o ZF 5HP19 (A5S325Z), dependiendo del año y modelo. Los modelos V8 de gasolina estaban equipados con el ZF 5HP24 (A5S440Z) de 5 velocidades o el ZF 5HP30 de 5 velocidades (A5S560Z).

## Chasis y Carrocería
En comparación con su predecesor E34, la distancia entre ejes del E39 creció en 68 mm (2.7 in) y la longitud total en 55 mm (2.2 in). La rigidez torsional se incrementó con respecto al E34 en un 40 por ciento, lo que reduce la flexión de la carrocería y permite que la suspensión funcione con mayor precisión, mejorando también la calidad de conducción. La dinámica estructural también fue un objetivo del diseño del cuerpo, por lo que las frecuencias del cuerpo para la torsión y la flexión torsional están en rangos separados y por encima de la frecuencia natural del cuerpo. Estas frecuencias están fuera del rango de vibraciones del motor y de la línea de transmisión, para evitar que las vibraciones se amplifiquen. 
Debido a una carrocería más rígida, el peso del chasis aumentó en 10 kg (22 lb),lo que se compensa con el peso reducido de algunos componentes de suspensión de aluminio. La versión familiar era 85 mm (3,3 in) más larga que la generación anterior (E34) y pesaba aproximadamente 40 kg (88 lb) más.

## Suspensión
El E39 fue el primer Serie 5 en utilizar aluminio para la mayoría de los componentes de la suspensión delantera. La proporción de componentes del chasis que utilizan aluminio aumentó significativamente para el E39. 
La suspensión delantera consiste en una versión de doble articulación del puntal MacPherson, con automóviles de seis cilindros que utilizan un subchasis delantero de aluminio. El aluminio se utiliza para los nudillos de dirección, el tubo de puntal exterior y las almohadillas de resorte, lo que resulta en un ahorro de peso de 21 kg (46 lb). modelos V8 también utilizan aluminio en la caja de dirección y varios eslabones de suspensión, para compensar el subchasis de acero más pesado.
La suspensión trasera consiste en un diseño de cuatro eslabón (llamado "Z-link"), que es similar al sistema utilizado por la Serie E38 7. El diseño minimiza los cambios involuntarios en el ángulo de los dedos de los dedos, lo que aumenta la estabilidad del manejo.

### Suspensión neumática (Touring/Wagon)
El modelo Touring fue el primer modelo de BMW en utilizar suspensión neumática (la suspensión autonivelante fue utilizada por primera vez por BMW para el Serie E23 7 con un sistema de nitrógeno de circuito cerrado que funcionaba en paralelo con los resortes de acero). Este sistema de "autonivelación" controla la altura de conducción de la parte trasera del vehículo y está diseñado para mantener el centro de la rueda a una distancia específica del labio del guardabarros a medida que varía el peso de la carga en el área de carga.
En lugar de utilizar un resorte helicoidal tradicional, el sistema utiliza resortes neumáticos emparejados con depósitos de aire que son presurizados por un compresor de aire. El sistema está controlado por dos sensores de efecto Hall en la parte trasera del vehículo. Estos sensores indican al EHC (control eléctrico de altura) si es necesario ajustar la altura de conducción trasera y ajustar la altura de los faros para vehículos equipados con faros de xenón. Cuando se abre una puerta o la escotilla trasera y luego se cierra, el módulo de control supervisará constantemente las señales de entrada de los sensores HALL y activará una corrección si la altura de conducción ha cambiado más de 10 mm. Durante el funcionamiento normal, el sistema permanece en línea, pero no se ajusta a condiciones como baches.

## Modelos

### M5

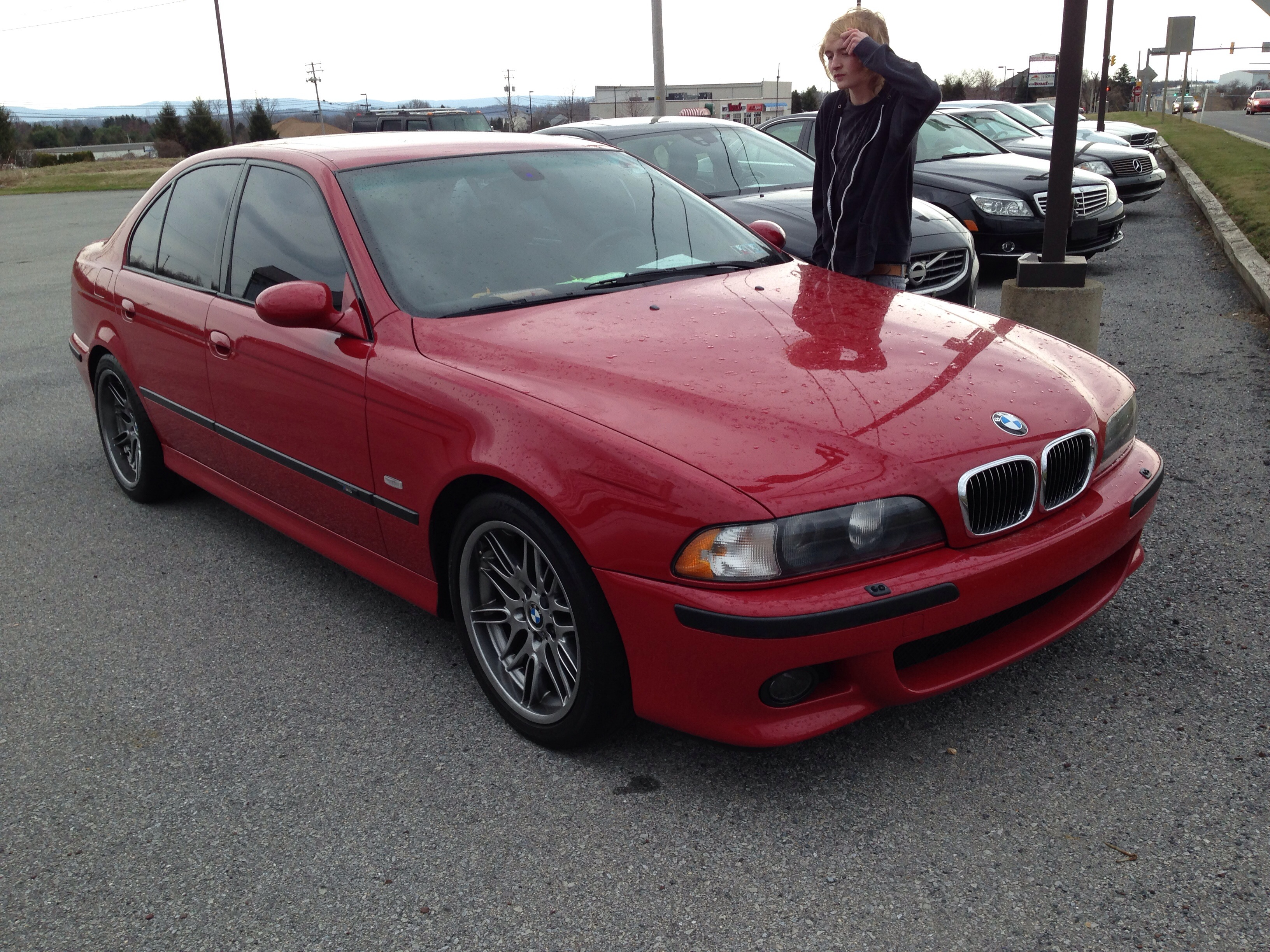
Parte frontal

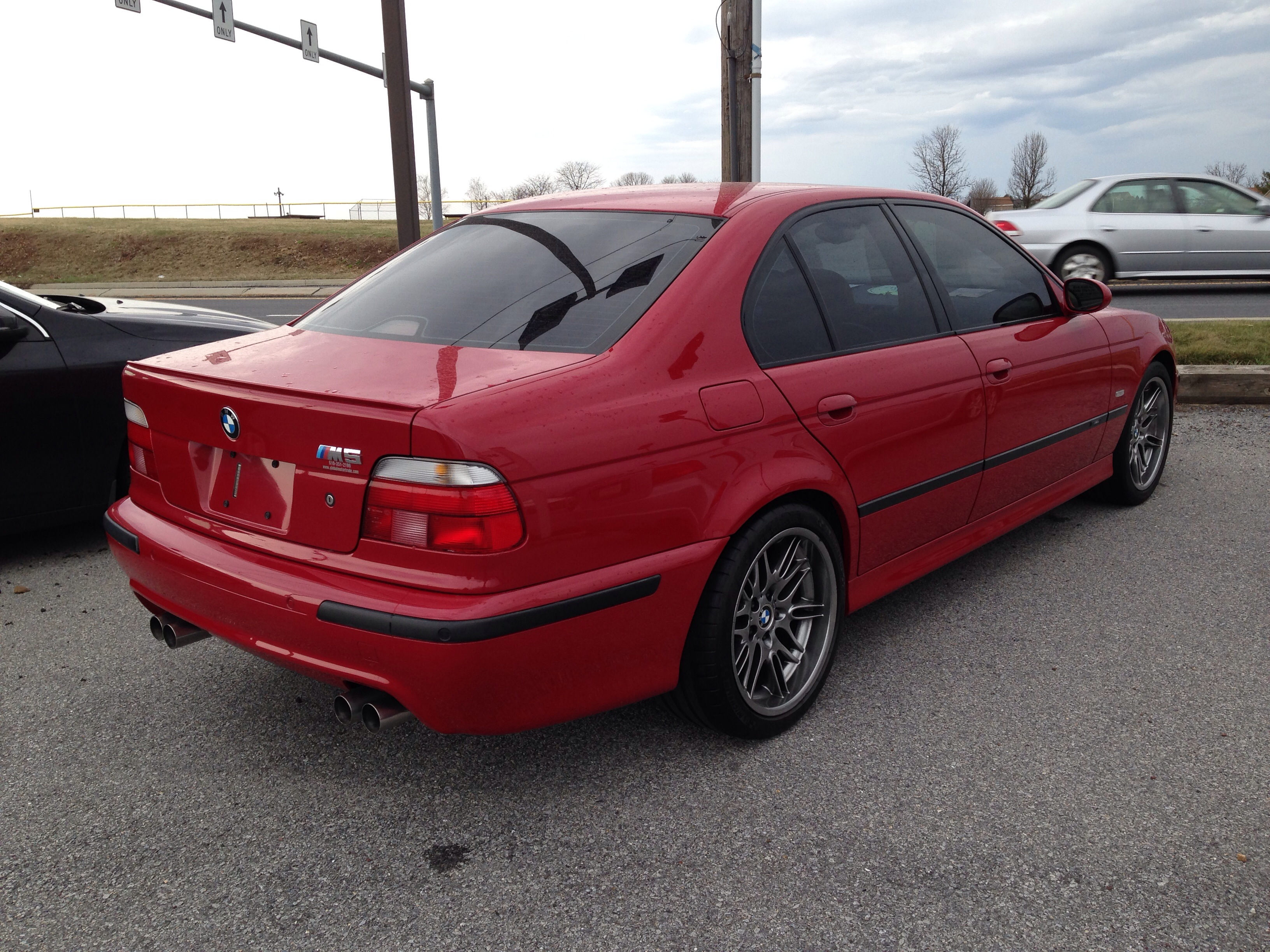
Parte trasera

El modelo M5 del E39 se presentó en 1998 en el Salón del Automóvil de Ginebra y se produjo de 1998 a 2003. Estaba propulsado por el motor S62 V8. Todos los autos E39 M5 se vendieron en el estilo de carrocería sedán con una transmisión manual de 6 velocidades.

### Alphina B10 y D10
Los modelos con motor de gasolina Alpina B10 3.2, 3.3, V8 y V8S se construyeron en sedanes y estilos de carrocería familiar basados en el E39 desde enero de 1997 hasta mayo de 2004. 
El Alpina D10 fue el primer modelo diésel producido por Alpina y fue introducido en febrero de 2000. El motor, una unidad biturbo de 3.0 litros con una potencia nominal de 180 kW (241 hp) y 500 N⋅m (369 lb⋅ft) de torque, se basó en el motor del modelo 530d.

### Vehículos de seguridad
El vehículo blindado ligero 540i Protection se lanzó en Europa en septiembre de 1997 y en América del Norte a partir de enero de 1998. Estos modelos incluían armadura de fibra de aramida, vidrio resistente a las balas que está recubierto con policarbonato para reducir el spall. La protección 540i está clasificada para soportar el impacto del fuego de la pistola hasta e incluyendo .44 Magnum,el vidrio también está protegido contra ataques con objetos contundentes como bates de béisbol y ladrillos. Las medidas de seguridad adicionales trajeron un peso adicional de 130 kg (287 lb) en comparación con el sedán 540i normal. solicitud, se disponía de un sistema de intercomunicación y, a partir de enero de 1998, se disponía de neumáticos run-flat.

## Actualizaciones
La mayoría de los cambios ocurren en septiembre de cada año, cuando los cambios para el siguiente año modelo entran en producción, como es la práctica típica de BMW. Por lo tanto, los cambios para 1996 representan el año modelo 1997, por ejemplo.

### 1996
- Se introdujo el estilo de carrocería Station wagon (familiar, comercializado como "Touring").
- modelo 525td introducido.

### 1997
- Ordenador de a bordo actualizado.
- Introducción del control de frenos en curvas.
- Se introdujeron airbags laterales traseros.

### 1998
- Introducción del modelo M5. airbags laterales traseros de la parte inferior de la carrocería eran estándar en el M5, permaneciendo opcionales para otros modelos.
- Motores M52 de seis líneas actualizados a M52TU.
- Motores M62 V8 actualizados a M62TU.
- Se presenta el modelo 530d, que utiliza el nuevo motor turbodiésel M57 de seis líneas.
- Se introdujeron faros de xenón.
- Introducción de sensores de estacionamiento ("Park Distance Control").
- Se introduce una suspensión autonivelante trasera para los modelos Estate.
- Control de estabilidad actualizado (de ASC+T a DSC).
- Embrague autoajuste (SAC) introducido en los motores de gasolina de seis cilindros en línea.
- Navegación por satélite mejorada de MKI (o Mark I) a MKII. Al igual que el MKI, el MKII utiliza una pantalla 4:3 y almacena los mapas en un CD.

### 1999
- Introducción de limpiaparabrisas con detección de lluvia (junio de 1999)
- Airbags de los asientos delanteros mejorados a doble etapa
- El modelo 520d (utilizando el motor M47 de cuatro en línea) introducido, reemplaza al modelo 525td (motor M51).
- El modelo 525d (que utiliza el motor M57) reemplaza al modelo 525tds (motor M51).

### 2000 facelift
Los modelos E39 facelift (también conocidos como LCI) comenzaron la producción en septiembre de 2000 (para el año modelo2001). 
- Los modelos 520i, 525i y 530i (que utilizan motores M54) reemplazan a los modelos 520i, 523i y 528i (motores M52TU).
- el modelo 530d recibe un aumento de potencia.
- Las rejillas renales en todos los modelos se cambian a las del M5.
- Faros " ojo deángel" revisados.
- Luces traseras revisadas con luces de marcha led.
- Pantalla de navegación actualizada de 4:3 a pantalla panorámica 16:9 más grande

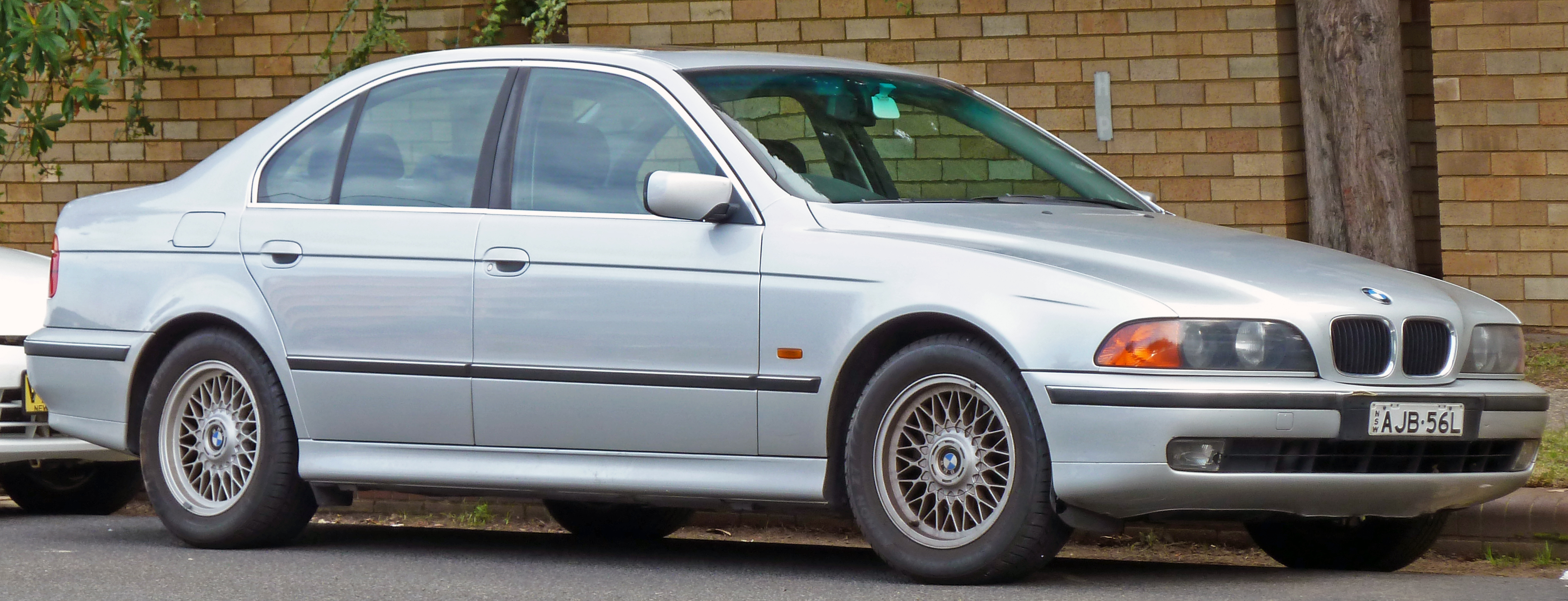
Pre-estiramiento facial frontal
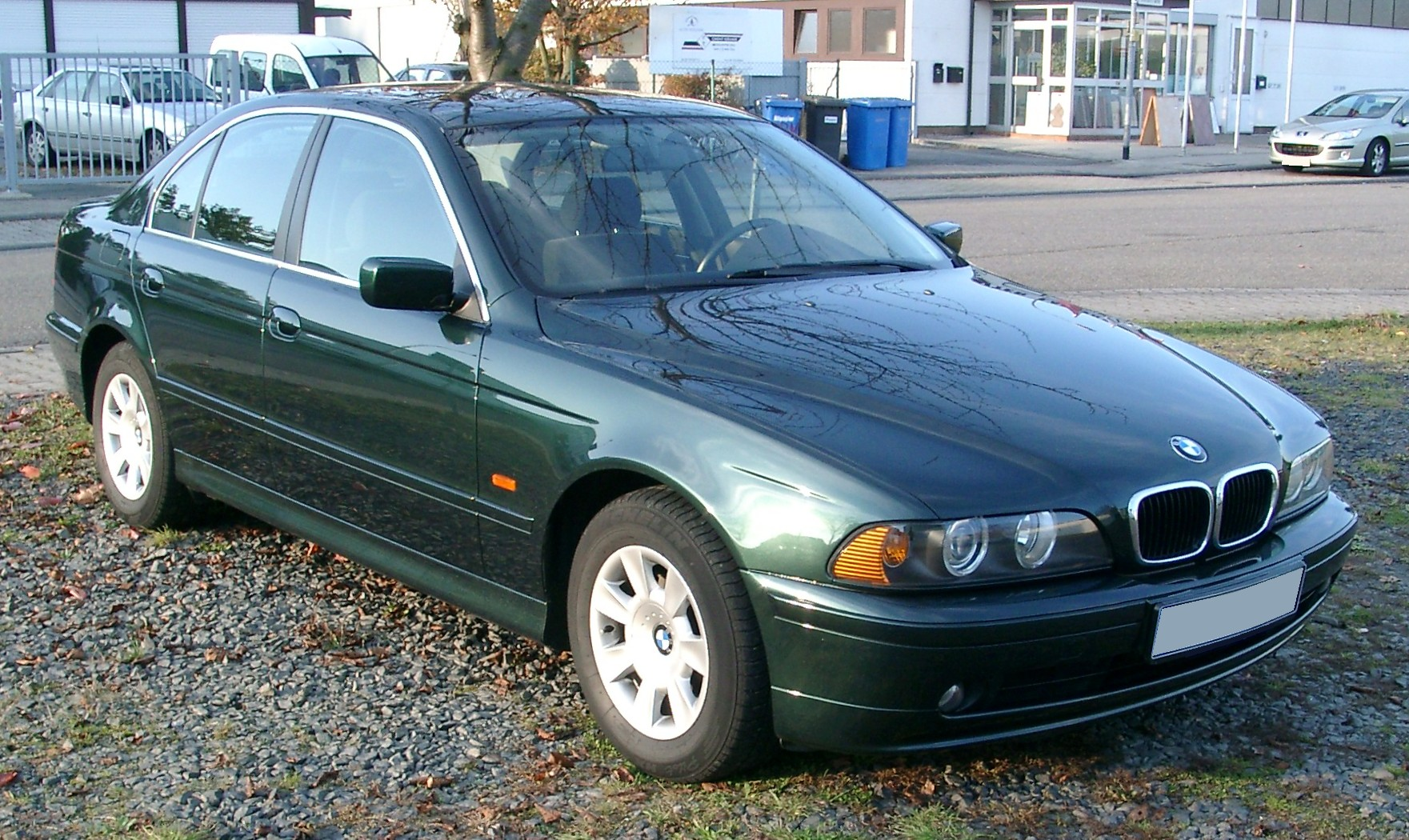
Estiramiento Facial frontal
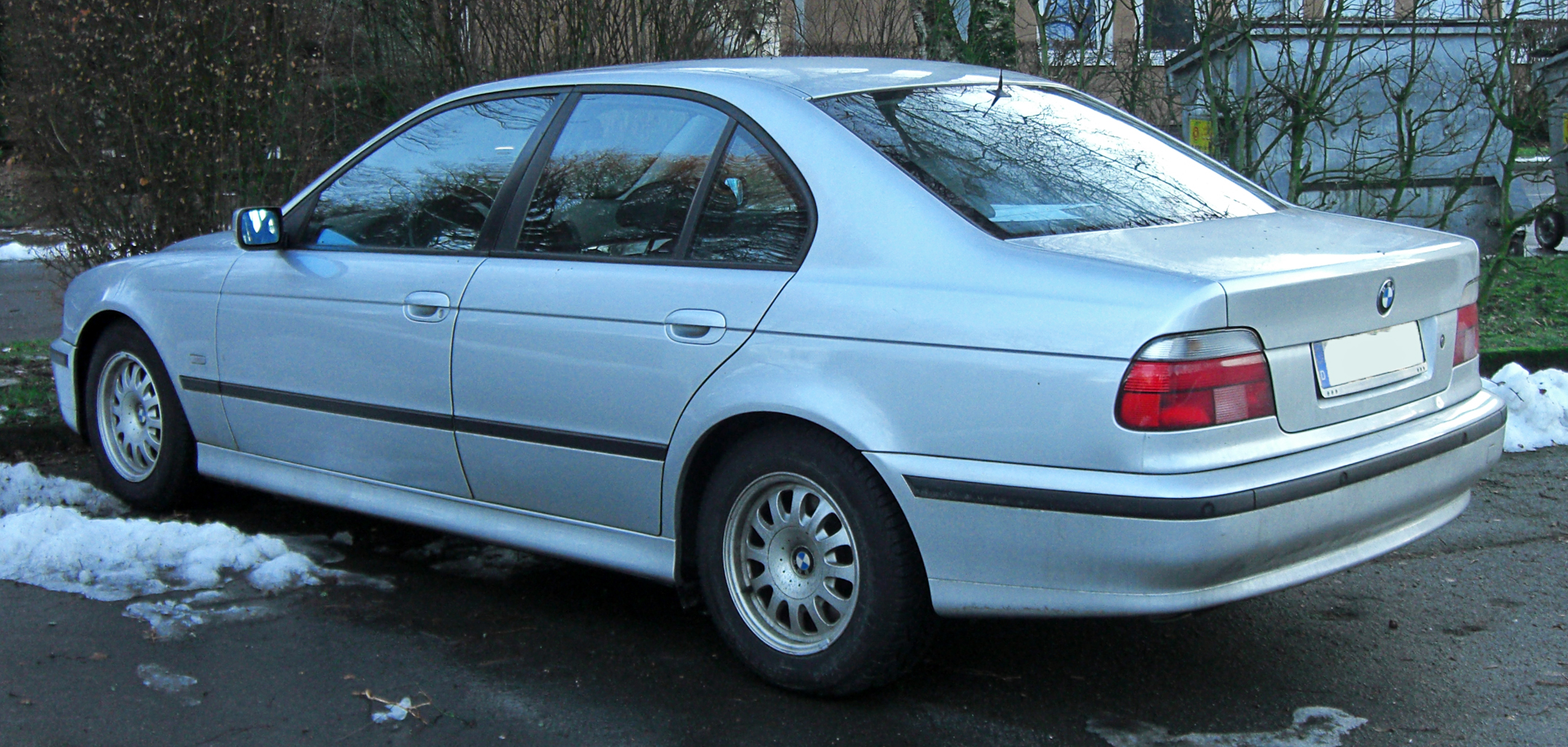
Pre-estiramiento facial trasero
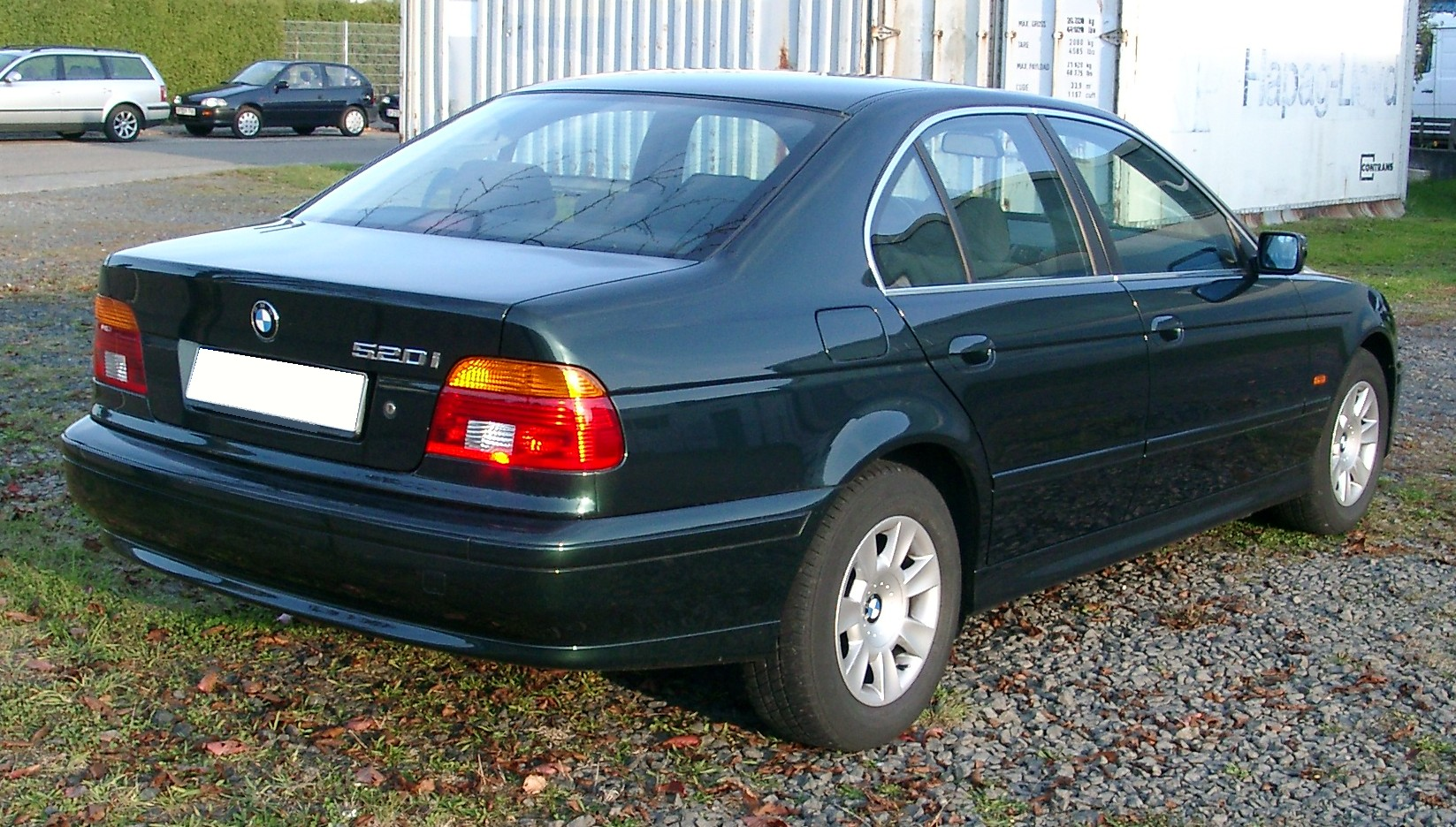
Estiramiento Facial trasero

### 2001
- Los autos con transmisión automática tenían la dirección de cambio manual cambiada (hacia adelante para los cambios descendentes, hacia atrás para los cambios ascendentes).
- Los frenos delanteros se actualizaron con discos de 324 mm y nuevas pinzas en modelos de 6 cilindros.
- Introducción de faros automáticos.
- El reproductor de CD en el tablero se convierte en equipo estándar en todos los modelos.
- El asiento eléctrico del pasajero se convierte en estándar en los modelos de 6 cilindros y el control de clima automático se convierte en estándar en 525i.
- Se presenta el paquete M Sport para el 540i

### 2002
- Ordenador de navegación actualizado a "Mk IV" Utiliza 2 mapas en DVD en lugar de 8 CD).

### 2003
- Se agregaron adornos cromados adicionales en el maletero (maletero) y en los lados del cuerpo

## Producción
Los primeros modelos de producción piloto se construyeron en febrero de 1995,con una producción a gran escala que comenzó en septiembre de ese año. La mayoría de los automóviles fueron construidos en la fábrica de Dingolfing, con ensamblaje completo de derribo utilizado en México, Indonesia y Rusia. Producción de CKD ascendió a 17.280, con una producción total de 1.488.038, de los cuales 266.209 unidades fueron modelos Touring.